# Caleb Zady Sery
Caleb Zady Sery (Gagnoa, 20 dicembre 1999) è un calciatore ivoriano, attaccante del Molde.

## Carriera
Cresciuto nel settore giovanile dell'Ajaccio, dopo alcune partite nella quinta divisione con la squadra riserve del club biancorosso debutta in prima squadra il 14 settembre 2018 in occasione dell'incontro di Ligue 2 pareggiato 0-0 contro il Paris FC. Realizza la sua prima rete il 3 maggio dell'anno seguente decidendo il match casalingo vinto 1-0 contro l'Orléans.
Il 31 agosto 2019 si trasferisce al Caen con cui firma un quinquennale.

## Statistiche
Statistiche aggiornate al 15 dicembre 2021.
| Stagione        | Squadra         | Campionato      | Campionato | Campionato | Coppe nazionali | Coppe nazionali | Coppe nazionali | Coppe continentali | Coppe continentali | Coppe continentali | Altre coppe | Altre coppe | Altre coppe | Totale | Totale |
| Stagione        | Squadra         | Comp            | Pres       | Reti       | Comp            | Pres            | Reti            | Comp               | Pres               | Reti               | Comp        | Pres        | Reti        | Pres   | Reti   |
| --------------- | --------------- | --------------- | ---------- | ---------- | --------------- | --------------- | --------------- | ------------------ | ------------------ | ------------------ | ----------- | ----------- | ----------- | ------ | ------ |
| 2017-2018       | Ajaccio 2       | N3              | 3          | 0          |                 | -               | -               |                    | -                  | -                  |             | -           | -           | 3      | 0      |
| 2018-2019       | Ajaccio 2       | N3              | 8          | 2          |                 | -               | -               |                    | -                  | -                  |             | -           | -           | 8      | 2      |
| 2018-2019       | Ajaccio         | L2              | 21         | 1          | CF+CdL          | 1+0             | 0               |                    | -                  | -                  |             | -           | -           | 22     | 1      |
| 2019-2020       | Ajaccio         | L2              | 4          | 0          | CF+CdL          | 0               | 0               |                    | -                  | -                  |             | -           | -           | 4      | 0      |
| 2020-2021       | Caen 2          | N2              | 2          | 0          |                 | -               | -               |                    | -                  | -                  |             | -           | -           | 2      | 0      |
| 2019-2020       | Caen            | L2              | 17         | 1          | CF+CdL          | 2+0             | 0               |                    | -                  | -                  |             | -           | -           | 19     | 1      |
| 2020-2021       | Caen            | L2              | 24         | 1          | CF              | 1               | 0               |                    | -                  | -                  |             | -           | -           | 25     | 1      |
| 2021-2022       | Caen            | L2              | 16         | 0          | CF              | 0               | 0               |                    | -                  | -                  |             | -           | -           | 16     | 0      |
| Totale carriera | Totale carriera | Totale carriera | 95         | 5          |                 | 4               | 0               |                    | -                  | -                  |             | -           | -           | 99     | 5      |